# Hyposerica flaveola
Hyposerica flaveola är en skalbaggsart som beskrevs av Frey 1968. Hyposerica flaveola ingår i släktet Hyposerica och familjen Melolonthidae.
Artens utbredningsområde är Madagaskar. Inga underarter finns listade i Catalogue of Life.